# Fundação Macau
A Fundação de Macau (FM) (em chinês: 澳門基金會)  tem por fins a promoção, o desenvolvimento e o estudo de acções de carácter cultural, social, económico, educativo, científico, académico e filantrópico, incluindo actividades que visem a promoção de Macau. Em 2001, devido ao caso de transferência de interesses da Fundação Jorge Álvares, o então Chefe do Executivo, Edmund Ho Hau-wah, mandou a fusão entre a antiga Fundação Macau e a Fundação para a Cooperação e o Desenvolvimento de Macau, para formar a acutal Fundação Macau.

## História

Símbolo da antiga Fundação de Macau

### 1984-1991
1984
- Criação da antiga Fundação Macau (FM).
- Exploração de Lotarias Instantâneas no Território de Macau que pertence à FM, em regime de exclusivo (extinção em 1987).

1985
- Atribuição de Bolsas de Estudos a 10 estudantes territoriais da Universidade de Ásia Oriental (UAO).
- Espectáculo “Enjoy Yourself Tonight in Macau” em comemoração do 1.º Aniversário da FM.

1987
- A FM, em representação da Administração Pública, adquiriu a UAO.

1988
- Aprovação dos novos Estatutos da FM (D.L. n.º 9/88/M) que definem que a FM visa a prossecução de fins de carácter cultural e educativo, bem como de fomento da investigação científica.
- Aprovação dos Estatutos da UAO, criação do Instituto Aberto da Ásia Oriental, realização de obras de ampliação na Universidade.

1989
- Criação da Faculdade de Educação e da Faculdade de Ciências e Tecnologia dentro UAO.

1990
- Preparação da constituição de uma nova instituição - Instituto Internacional de Tecnologia de Software da Universidade das Nações Unidas.

1991-1992
- A UAO torna-se uma universidade pública e foi designada Universidade de Macau (UM) e criam-se o Instituto Politécnico de Macau e a Universidade Aberta Internacional da Ásia (Macau), respectivamente.

1991
- Assinatura do Acordo entre a República Portuguesa e a Universidade das Nações Unidas relativo ao Estatuto Legal do
- Instituto Internacional de Tecnologia de Software da Universidade das Nações Unidas.
- Lançamento do n.º 1 do Boletim “Euro-Asia Journal of Management”.

### 1992-2000
1992
- Aprovação dos novos Estatutos da FM (D.L. n.º 12/92/M) que definem que a FM visa a prossecução, directa ou indirecta, de fins de carácter cultural e educativo, bem como o fomento da investigação científica e tecnológica.

1993
- Lançamento do 1.º volume da Colecção de Biblioteca Básica.
- Lançamento do 1.º volume do “Boletim de Estudos de Macau”.
- A Comissão de Estado para a Educação da China encarrega a FM de receber e pré-qualificar as candidaturas do Território para os cursos de mestrado e doutoramento ministrados por Universidades da RPC.
- A “Chinese Academy of Sciences” encarrega a FM de admitir as candidaturas do Território.
- Inicia-se o apoio aos Cursos de Verão de Língua e Cultura Portuguesa organizados pela Universidade de Macau.

1994
- Lançamento da 1.ª publicação integrada no “Panorama de Macau”.
- Lançamento do 1.º volume da Colecção “Estudos de Macau” e do 1.º volume da Colecção “Hou Hoi Cong Kon”.
- Atribuição de Bolsas de Estudos de Mestrado e de Doutoramento pela primeira vez.
- Atribuição do “Prémio de Invenção da Fundação Macau” pela primeira vez.

1995
- Lançamento da Nova Colecção “Estudos de Macau”.
- Organização da 1.ª edição do “Concurso de Literatura de Macau” e do “Concurso de Ensaio sobre a Leitura”.
- Atribuição de Bolsas de Estudo aos alunos dos países lusófonos, pela primeira vez.
- Criação do Instituto de Estudos Europeus de Macau.

1996
- Lançamento de “Textos Jurídicos de Macau” em língua chinesa e em língua portuguesa.
- Lançamento da 2.ª edição do “Panorama de Macau”.
- Criação do Centro de Produtividade e Transferência de Tecnologia de Macau.
- Criação do Instituto de Engenharia de Sistemas e Computadores (INESC Macau).

1997
- Criação do Instituto para o Desenvolvimento e Qualidade, Macau.
- Publicação do “Panorama de Macau” no site “Informac” (site de Informações da Função Pública de Macau)

1998
- Criação da Fundação para a Cooperação e o Desenvolvimento de Macau.
- Criação do Centro UNESCO de Macau.
- Criação do Conselho de Ciência, Tecnologia e Inovação (Macau).
- Entra em funcionamento o Centro Informático e de Redes de Macau - (Biblioteca Virtual de Macau e o hardware do Centro UNESCO de Macau).
- Organização da 1.ª Feira de Livro de Macau.
- Inauguração da Livraria Oriente (Lisboa).
- Revisão do Regulamento de Atribuição de Bolsas de Estudo.

1999
- Lançamento da Enciclopédia de Macau.
- Conclusão final do Projecto de Desenvolvimento do Campus da Universidade de Macau.
- Inauguração da sede permanente do Instituto Internacional de Tecnologia de Software da Universidade das Nações Unidas.
- Abertura do site da Biblioteca Virtual de Macau.
- A Administração Pública atribuiu mais funções à FM no âmbito das ciências e da tecnologia.
- O Governador de Macau concedeu a Medalha de Mérito Cultural ao antigo Presidente do Conselho de Administração da FM.

2000
- Lançamento da Colecção de Literatura de Macau.
- Organização da 3.ª edição da Reunião dos Secretários do Conselho Nacional da Ásia Oriental da UNESCO.
- Criação pelo Governo de um grupo de trabalho para estudar e elaborar o Projecto de fusão da Fundação para a Cooperação e Desenvolvimento de Macau com a Fundação Macau.

### 2001-2019
2001
- Criação da nova Fundação Macau.
- Criação do Conselho de Ciência e Tecnologia onde o Presidente do Conselho de Administração da FM é um dos membros.
- Inicio da preparação do Centro de Ciência de Macau.

2002
- Participação no “Fórum Boao para Ásia”.
- O Governo aprova a localização para a construção do Centro de Ciência e inicia-se o Projecto de concepção arquitectónico e de construção do Centro de Ciência de Macau.
- Programas de Cooperação na área jurídica entre a União Europeia e Macau.

2003
- Incentivar o desenvolvimento económico de Macau através “Amor por Macau”.
- Aprovação do Projecto arquitectónico para o Centro de Ciência de Macau.
- Conclusão das obras de restauração da antiga sede da FM.

2004
- Organização das actividades comemorativas do 5.º Aniversário da Região Administrativa Especial de Macau.
- Apoiar a criação do “Fundo para o Desenvolvimento das Ciências e da Tecnologia”.

2005
- Organização do Festival das Crianças da Ásia Oriental do Centro UNESCO e realização da 6.ª edição da Reunião dos Secretários do Conselho Nacional da Ásia Oriental da UNESCO.
- Realização da 1.ª edição do “Prémio de Estudos de Ciências Humanas e Sociais de Macau”
- Lançamento da versão revista da Enciclopédia de Macau.
- Criação do Centro de Ciência de Macau, S.A.
- Realização da 1.ª edição de projecção de filme para as crianças durante o Natal.
- Apoio às zonas afectadas, pelo Tsunami e Terramoto, na Ásia do Sul.
- Apoio à Direcção dos Serviços de Educação e Juventude para fornecer equipamentos informáticos às escolas territoriais.
- Apoio à Região Autónoma Uiguir de Xin Jiang para construir 10 Escolas de Esperança do ensino primário.

2006
- Organização da 1.ª edição do “Festival da Literatura da Cidade”.
- Organização da actividade de divulgação da dança “Conhecer o Ballet”.
- Começo das obras de construção do Centro de Ciência de Macau.
- Apoio ao Hospital Kiang Wu para a construção do Edifício Médico Dr. Henry Fok.

2007
- Organização da 1.ª formação para os estudiosos de ciências sociais de Macau.
- Organização do Projecto Promocional do Centro Histórico de Macau junto das Escolas - “Nossa Casa, Património Mundial”.

2008
- Apoiar a reconstrução após-sismo das zonas afectadas da Província de Sichuan com o valor de subsídio no valor 500 milhões de patacas.
- Início do Projecto “Memórias de Macau”.

2009
- Sr. Hu Jintao, presidente da República da RPC, presidiu a Cerimónia de Inauguração do Centro de Ciência de Macau.
- Organização de uma série de actividades “Amor por Macau e pela Pátria”, para comemoração do 60.º aniversário da RPC e do 10.º Aniversário da RAEM.
- Lançamento do 1.º conjunto de publicações integradas na “Colecção de Estudos de Macau”.
- Apoio às zonas afectadas de Taiwan pelo tufão.

2010
- Organização do 1.º Concurso de Tradutores Jovens de Macau.
- Organização da 1.ª Conferência Internacional sobre Macaulogia.
- Organização do Festival de Crianças da Ásia Oriental do Centro UNESCO e 11.ª edição da Reunião dos Secretários do Conselho Nacional da Ásia Oriental da UNESCO

2011
- Acção dos “Sacos de Prendas”, por altura do festivais tradicionais, para transmitir as preocupações com os grupos mais vulneráveis.
- Lançamento do “Projecto de Promoção de Artistas Territoriais”, depois o título foi alterado para “Projecto de Promoção de Artistas de Macau”.
- Atribuição de apoio de emergência às vítimas do incêndio da zona de vendedores do Bairro Iaohan.
- Mudança da sede da FM para a Avenida de Almeida Ribeiro, n.ºs 61-75, Circle Square.

2012
- Apresentação dos “Concertos para os cidadãos” e mais tarde, “Espectáculos para os Cidadãos”.
- Conclusão do “Projecto de Apoios à Reconstrução da Província de Sichuan Após-Sismo”.
- Organização do “Projecto de Residência dos Literários e Artistas na Universidade”.
- Organização da 30.ª edição da “Excursão dos Alunos Distinguidos do Ensino Secundário e do Ensino Superior”.
- Implementação do Projecto Fundação Macau – Serviços Caritas a Idosos em Casa”.
- Lançamento do 1.º livro integrado na Colecção dos Textos Jurídicos da RAEM.

2013
- Co-organização da maior conferência académica alguma vez realizada em Macau - “8.ª Conferência Internacional de Académicos da Ásia” que contou com a participação de mais de mil académicos e especialistas.
- Co-organização do “1.º Seminário Académico entre Cantão, Hong Kong e Macau”.
- Lançamento do Projecto “Viagens de Estudo dos Jovens de Macau”.
- Inauguração do Museu de Arte Popular da Minoria Qiang de Beichuan, na Província de Sichuan, que foi reconstruído com o apoio da FM.
- Cooperação com a Chinese Foundation for Lifeline Express para apoiar os trabalhos médicos de reabilitação da visão dos habitantes das zonas mais pobres do Interior da China.
- Arranque da Acção “Preocupamo-nos com os vossos Ouvidos e Fala”, fruto da cooperação entre a FM e a Associação dos Surdos de Macau.
- Entrada em funcionamento do “Centro de Aconselhamento de Ensino Superior FM – AECM”.
- Informatização dos requerimentos de pedidos de apoio financeiro e do seu processamento e acompanhamento;categorização das associações em conformidade com a sua natureza; melhoria dos trabalhos administrativos no âmbito de atribuição de apoios financeiros.

2014
- Cooperação entre a FM e a DSEJ para a criação dos “Prémios da Fundação Macau”, com o objectivo de distinguir os melhores alunos dos ensinos primário e secundário.
- Criação dos “Prémios para Talentos de Macau”, com o objectivo de incentivar os residentes de Macau a empenhar-se na procura da excelência dos seus conhecimentos e técnicas profissionais.
- Entrada em funcionamento do “Expresso da Saúde 3” da Chinese Foundation for Lifeline Express, completamente renovado e equipado com novos equipamentos, que contou com o apoio da FM e ao qual foi atribuído o nome “Expresso de Luz de Macau”.
- Cerimónia de Abertura da “Galeria dos Escritores Chineses - Sala de Macau” durante a Feira Internacional do Livro de Pequim e lançamento da “Colecção Literatura de Macau”.
- Arranque do Projecto de Cooperação entre a FM e a União Geral das Associações dos Moradores de Macau - “Felicidade em Idade Avançada – Acção de Assistência a Idosos Solitários”.
- Cooperação com o Hospital Kiang Wu no lançamento da Acção “Protecção do Cérebro”.
- Cooperação com a Fundação para Deficientes da China no desenvolvimento de um conjunto de acções de interesse público no Interior da China.
- Conclusão do esboço inicial da obra “Colectânea de Canções Populares Chinesas – Tomo de Macau” integrada na “Colectânea das Crónicas das 10 Artes e Cultura Chinesa – Tomos de Macau”.

2015
- Conclusão da 1.ª fase da Acção “Serviços de Apoio a Idosos em Casa”, fruto da cooperação entre a FM e a Cáritas de Macau, e publicação dos resultados preliminares obtidos nesta fase.
- Última reunião sobre a edição da Obra “Colectânea de Canções Populares Chinesas – Tomo de Macau” e aprovação da sua versão final.
- Cerimónia de Entrega dos Prémios da “4.ª Edição do Prémio de Estudos de Ciências Humanas e Sociais de Macau”, que se realiza a cada três anos, e tem como objectivo promover o desenvolvimento de estudos académicos de Macau.
- Lançamento da “Colecção Estudos de Direito da RAEM” que abrange um conjunto de livros escritos em chinês e que são bem representativos e explicativos do Direito de Macau.
- Assinatura do Protocolo de Cooperação entre a FM e a China Federation of Literary and Art Circles com vista à promoção conjunta do desenvolvimento artístico e cultural de Macau.
- Arranque em Lanzhou, na Província de Gansu, das Acções “Auxílio de Audição” e “Ajuda ao Crescimento das Crianças Deficientes”, dentro do enquadramento do Protocolo de Cooperação de Interesse Público para Ajudar os Deficientes do Interior da China estabelecido entre a FM e a Fundação para Deficientes da China.
- Conclusão das obras de construção do Hospital de Cuidados Materno-Infantis de Longchuan, na Província de Yunnan, ao abrigo do Projecto de Apoio à Saúde das Mães e Filhos promovido pela Fundação Soong Ching Ling com o apoio da FM. Este novo Hospital contribuirá certamente para assegurar os serviços de cuidados de saúde para as mulheres e crianças deste município.

2016
- Concretização do “Programa Mil Talentos”, um projecto importante para a formação de jovens talentos, por iniciativa do Governo da RAEM, com vista a criar condições para a “reserva de talentos” para o futuro de Macau.
- Realização da reunião para a revisão final dos esboços de “Óperas Chinesas – Tomo de Macau” e de “Contos Populares da China – Tomo de Macau”, que foram ambos aprovados.
- Organização da 10.ª edição do Curso de Formação de Académicos do Sector de Ciências Sociais de Macau.
- Organização do Curso Formativo para Talentos Artísticos de Macau, em conjunto com a China Federation of Literary and Art Circles, de modo a fomentar os intercâmbios entre os artistas de Macau e do Interior da China.
- Co-organização da Acção“Preocupamo-nos com os vossos Ouvidos e Fala” com a Associação dos Surdos de Macau, onde foi dada a conhecer a primeira ferramenta padrão de triagem da competência da fala, o que possibilita constatar, tão cedo quanto possível, se as crianças estão a crescer com algum atraso na linguagem.
- Inauguração de uma cinemateca em Beijing para as pessoas com deficiência de visão, em colaboração com a Fundação para as Pessoas com Deficiência da China, de modo a enriquecer a vida cultural e de lazer das pessoas portadores de deficiência.

2017
- Foi lançado o programa “União Mil Talentos” com vista a reunir os melhores alunos do “Programa Mil Talentos”, de modo a criar uma plataforma de aprendizagem e intercâmbio diversificados e estimular a formação e a preservação dos jovens talentos de Macau.
- Foi criado o “Comité de Trabalho Histórico e Cultural” a fim de levar a cabo a investigação e a transmissão da História e Cultura de Macau de forma mais efectiva, aprofundada e abrangente.
- Foi organizada a Conferência Internacional sobre “Faixa e Rota” e o Desenvolvimento de Macau pela Fundação Macau em conjunto com o Gabinete de Estudos das Políticas do Governo da Região Administrativa Especial de Macau e o Grand Thought Think Tank, e foi lançada a Bolsa de Estudos “Belt and Road” de forma a facilitar a construção de “Faixa e Rota”.
- A Fundação Macau tomou, ainda, a iniciativa de procurar, urgentemente, água potável no exterior para apoiar a população que mais sofreu com a passagem do tufão “Hato” e implementou o Projecto de Ajuda Especial aos Prejuízos Causados pela Passagem do Tufão “Hato”, de forma a prestar ajuda atempada aos residents mais afectados.

2018
- O “Programa Mil Talentos” aumentou, não só número de actividades, nomeadamente o número de visitas de intercâmbio aumentou e foi em 2018 de 45. Foi organizado um grupo de Membros da “União Mil Talentos” para acompanhar uma visita do Chefe do Executivo ao exterior e participar em várias reuniões de organizações consultivas governamentais; também se criou um grupo de trabalho para realizar de forma mais sistemática várias actividades diversificadas para seleccionar e formar jovens talentos excelentes.
- O Conselho da Cultura e História lançou e realizou várias eventos: Formações, cursos, visitas e planos de apoio financeiro, para formar talentos na área de história e cultura, de forma a aumentar o interesse dos alunos por estas matérias que contou com a participação de cerca de 20.000 pessoas.
- Projecto de redução da pobreza no Distrito de Congjiang, Província de Guizhou, incluindo o investimento, não superior a 30 milhões de RMB, para construir a Escola Primária Dadai da Vila de Bingmei e atribuiu bolsas de estudo para apoiar estudantes pobres locais a frequentar as universidades de Macau.
- Por ocasião do 20.º aniversário do Centro de UNESCO de Macau teve lugar uma exposição de aniversário e uma série de actividades culturais e artísticas.
- Lançamento da “Plataforma de Requerimento de Apoio Financeiro Online” para fornecer aos candidatos uma conta específica a fim de tornar o requerimento de apoio financeiro mais acessível, usando a faculdade de se tornar a sua consulta mais fácil e transparente.
- Realização do plano referente à 2.ª edição da Acção “Protecção do Cérebro” com a Associação de Beneficência do Hospital Kiang Wu.

2019
- Lançamento do website cultural-histórico “Memória de Macau”, que reúne e organiza, de forma cronológica dados culturais e históricos de Macau.
- Lançamento da obra intitulada “Ópera Chinesa – Tomo de Macau”, primeira obra integrada na “Colectânea de Crónicas da Arte e Cultura Chinesas – Tomos de Macau”.
- Realização, pela primeira vez, do Concurso de Conhecimento Histórico de Estudantes do Ensino Secundário de Macau, festivais sobre diferentes temas e com a presença dos “Elfozinhos Huaxia” simbolizando o amor pela família e pela Pátria, e lançamento da colectânea de livros ilustrados infantis “Elfozinhos Huaxia, Amor pela Família e pela Pátria”.
- Início da segunda fase do “Programa Mil Talentos”.
- Lançamento do “Projecto de Promoção de Jovens Artistas de Macau”.
- Divulgação, em cooperação com a Cáritas de Macau, do serviço de apoio à deslocação de pessoas portadoras de deficiência, ou limitadas na sua locomoção por outras limitações físicas.
- Melhoramento das medidas de fiscalização e controle dos apoios financeiros concedidos em cumprimento rigoroso de Regulamento Interno sobre Critérios de Análise e Concessão de Subsídios.

## Estrutura orgânica
|                                           |                                           |                                           |                                           |                                                                     |                                                                     |                                                                     |                                                                     |                                                                     |                                                                     |                          |                          |                          |                          |  |  |                     |                     |                     |                     |                     |                     |  |  |                      |                      |                      |                      | Conselho de Curadores     |                      |  |  |                       |                       |                       |                       |                       |                       |  |  |                     |                     |                     |                     |                     |                     |  |  |               |               |               |               |               |               |  |  |                                |                                |                                |                                |                                |                                |                   |                   |                                  |                                  |                                  |                                  |                                  |                                  |  |  |  |  |  |  |  |  |  |  |  |  |
|                                           |                                           |                                           |                                           |                                                                     |                                                                     |                                                                     |                                                                     |                                                                     |                                                                     |                          |                          |                          |                          |  |  |                     |                     |                     |                     |                     |                     |  |  |                      |                      |                      |                      |                           |                      |  |  |                       |                       |                       |                       |                       |                       |  |  |                     |                     |                     |                     |                     |                     |  |  |               |               |               |               |               |               |  |  |                                |                                |                                |                                |                                |                                |                   |                   |                                  |                                  |                                  |                                  |                                  |                                  |  |  |  |  |  |  |  |  |  |  |  |  |
|                                           |                                           |                                           |                                           | Secretariado do Conselho de Curadores                               | Secretariado do Conselho de Curadores                               | Secretariado do Conselho de Curadores                               | Secretariado do Conselho de Curadores                               | Secretariado do Conselho de Curadores                               | Secretariado do Conselho de Curadores                               |                          |                          |                          |                          |  |  |                     |                     |                     |                     |                     |                     |  |  |                      |                      |                      |                      |                           |                      |  |  |                       |                       |                       |                       |                       |                       |  |  |                     |                     |                     |                     |                     |                     |  |  |               |               |               |               |               |               |  |  |                                |                                |                                |                                | Conselho Fisical               | Conselho Fisical               | Conselho Fisical  | Conselho Fisical  | Conselho Fisical                 | Conselho Fisical                 |                                  |                                  |                                  |                                  |  |  |  |  |  |  |  |  |  |  |  |  |
|                                           |                                           |                                           |                                           | Secretariado do Conselho de Curadores                               | Secretariado do Conselho de Curadores                               | Secretariado do Conselho de Curadores                               | Secretariado do Conselho de Curadores                               | Secretariado do Conselho de Curadores                               | Secretariado do Conselho de Curadores                               |                          |                          |                          |                          |  |  |                     |                     |                     |                     |                     |                     |  |  |                      |                      |                      |                      | Conselho de Administração |                      |  |  |                       |                       |                       |                       |                       |                       |  |  |                     |                     |                     |                     |                     |                     |  |  |               |               |               |               |               |               |  |  |                                |                                |                                |                                | Conselho Fisical               | Conselho Fisical               | Conselho Fisical  | Conselho Fisical  | Conselho Fisical                 | Conselho Fisical                 |                                  |                                  |                                  |                                  |  |  |  |  |  |  |  |  |  |  |  |  |
|                                           |                                           |                                           |                                           | Secretário-Geral/Vice Secretário-Geral do Conselho de Administração | Secretário-Geral/Vice Secretário-Geral do Conselho de Administração | Secretário-Geral/Vice Secretário-Geral do Conselho de Administração | Secretário-Geral/Vice Secretário-Geral do Conselho de Administração | Secretário-Geral/Vice Secretário-Geral do Conselho de Administração | Secretário-Geral/Vice Secretário-Geral do Conselho de Administração |                          |                          |                          |                          |  |  |                     |                     |                     |                     |                     |                     |  |  |                      |                      |                      |                      |                           |                      |  |  |                       |                       |                       |                       |                       |                       |  |  |                     |                     |                     |                     |                     |                     |  |  |               |               |               |               |               |               |  |  |                                |                                |                                |                                | Grupo de Trabalho              | Grupo de Trabalho              | Grupo de Trabalho | Grupo de Trabalho | Grupo de Trabalho                | Grupo de Trabalho                |                                  |                                  |                                  |                                  |  |  |  |  |  |  |  |  |  |  |  |  |
|                                           |                                           |                                           |                                           | Secretário-Geral/Vice Secretário-Geral do Conselho de Administração | Secretário-Geral/Vice Secretário-Geral do Conselho de Administração | Secretário-Geral/Vice Secretário-Geral do Conselho de Administração | Secretário-Geral/Vice Secretário-Geral do Conselho de Administração | Secretário-Geral/Vice Secretário-Geral do Conselho de Administração | Secretário-Geral/Vice Secretário-Geral do Conselho de Administração |                          |                          |                          |                          |  |  |                     |                     |                     |                     |                     |                     |  |  |                      |                      |                      |                      |                           |                      |  |  |                       |                       |                       |                       |                       |                       |  |  |                     |                     |                     |                     |                     |                     |  |  |               |               |               |               |               |               |  |  |                                |                                |                                |                                | Grupo de Trabalho              | Grupo de Trabalho              | Grupo de Trabalho | Grupo de Trabalho | Grupo de Trabalho                | Grupo de Trabalho                |                                  |                                  |                                  |                                  |  |  |  |  |  |  |  |  |  |  |  |  |
|                                           |                                           |                                           |                                           |                                                                     |                                                                     |                                                                     |                                                                     |                                                                     |                                                                     |                          |                          |                          |                          |  |  |                     |                     |                     |                     |                     |                     |  |  |                      |                      |                      |                      |                           |                      |  |  |                       |                       |                       |                       |                       |                       |  |  |                     |                     |                     |                     |                     |                     |  |  |               |               |               |               |               |               |  |  |                                |                                |                                |                                |                                |                                |                   |                   |                                  |                                  |                                  |                                  |                                  |                                  |  |  |  |  |  |  |  |  |  |  |  |  |
| Secretariado do Conselho de Administração | Secretariado do Conselho de Administração | Secretariado do Conselho de Administração | Secretariado do Conselho de Administração | Secretariado do Conselho de Administração                           | Secretariado do Conselho de Administração                           |                                                                     |                                                                     | Divisão de Administração                                            | Divisão de Administração                                            | Divisão de Administração | Divisão de Administração | Divisão de Administração | Divisão de Administração |  |  | Divisão de Finanças | Divisão de Finanças | Divisão de Finanças | Divisão de Finanças | Divisão de Finanças | Divisão de Finanças |  |  | Divisão de Subsídios | Divisão de Subsídios | Divisão de Subsídios | Divisão de Subsídios | Divisão de Subsídios      | Divisão de Subsídios |  |  | Divisão de Cooperação | Divisão de Cooperação | Divisão de Cooperação | Divisão de Cooperação | Divisão de Cooperação | Divisão de Cooperação |  |  | Instituto de Estudo | Instituto de Estudo | Instituto de Estudo | Instituto de Estudo | Instituto de Estudo | Instituto de Estudo |  |  | Centro UNESCO | Centro UNESCO | Centro UNESCO | Centro UNESCO | Centro UNESCO | Centro UNESCO |  |  | Divisão de Projectos Especiais | Divisão de Projectos Especiais | Divisão de Projectos Especiais | Divisão de Projectos Especiais | Divisão de Projectos Especiais | Divisão de Projectos Especiais |                   |                   | Divisão de Assuntos da Juventude | Divisão de Assuntos da Juventude | Divisão de Assuntos da Juventude | Divisão de Assuntos da Juventude | Divisão de Assuntos da Juventude | Divisão de Assuntos da Juventude |  |  |  |  |  |  |  |  |  |  |  |  |

## Legislação Orgânica
- Lei n.º 7/2001[2]
  - Institui uma nova fundação denominada Fundação Macau. – Revogações
- Regulamento Administrativo n.º 12/2001[4]
  - Aprova os Estatutos da Fundação Macau
- Regulamento Administrativo n.º 4/2006[5]
  - Alteração aos Estatutos da Fundação Macau
- Regulamento Administrativo n.º 17/2011[6]
  - Alteração aos Estatutos da Fundação Macau.
- Regulamento Administrativo n.º 7/2015[7]
  - Alteração aos Estatutos da Fundação Macau.